# Aristida stricta
Aristida stricta és una espècie de la família de les poàcies (gramínies), nativa del sud-est d'Amèrica del Nord, present als estats d'Alabama, Florida, Geòrgia, Mississipi, Carolina del Sud i Carolina del Nord.
Herbàcia perenne de fins un 1 metre d'alçada, erecte, que creix en tofes de fins a 15 cm de base. De cada planta sorgeixen centenars de fulles que atenyen el mig metre, rígides però flexibles, estretes, fortament enrotllades a la tija, semblants a un fil fi. La majoria de fulles moren en aproximadament un any després de la seva formació, però són persistents; de tal manera que les mates d'aquesta espècie contenen molt material mort. Les plantes fèrtils (capaces de produir flor i llavors) són rares i la majoria d'espècimens només es reprodueixen i expandeixen de forma vegetativa després d'un incendi. Les plantes fèrtils fan una inflorescència en panícula terminal (semblant a una espiga) d'uns 30 cm de longitud. Té un sistema radicular no rizomatós (excepte els plantes de poblacions de Florida del Sud) i de poca profunditat.

## Ecologia i Distribució
Apareix per tota la plana costera de l'Atlàntic, des del sud-Est de Carolina del Nord fins al sud de Florida i oest de Mississipi. És l'espècie dominant de l'estrat herbaci dels boscos de terra baixa de Pinus palustris i de Pinus elliottii. També creix en dunes arbrades de Quercus laevis, en matollars o prats secs, on en zones habitualment humides o annegades (molleres). És una espècie de creixement ràpid que es regenera ràpidament després d'un incendi.

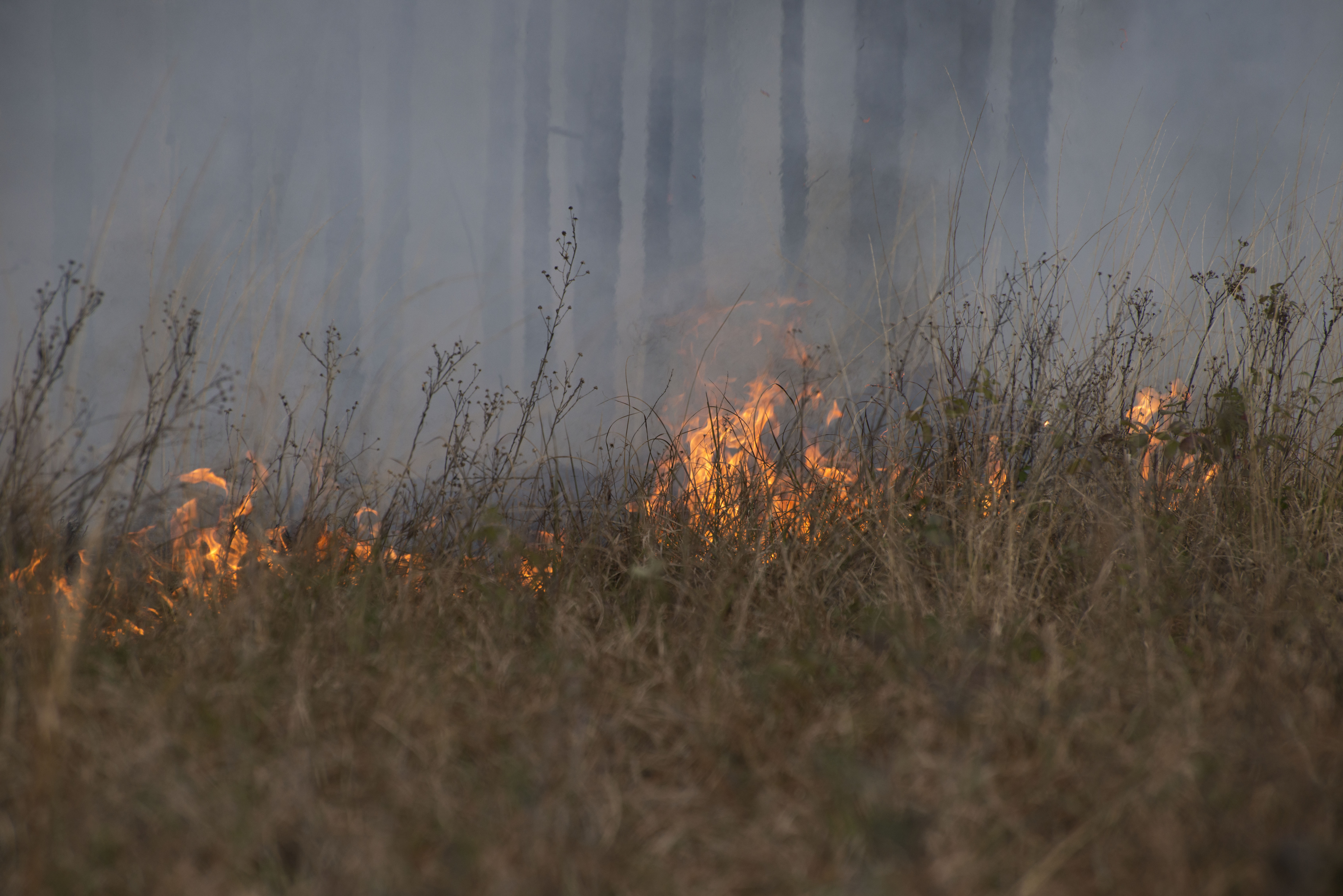
Prat dAristida stricta cremant-se

## Sinònim
Aristida beyrichiana Trin. i Rupr.